# Watanabe Kazan
 Watanabe Kazan (渡辺 崋山), né le 20 octobre 1793 à Edo, aujourd'hui Tōkyō, et mort le 23 novembre 1841 est un peintre de genre et portraitiste japonais.
Son vrai nom était Watanabe Sadayasu, ses surnoms Shian et Hakuto, son nom familier Nobori et ses noms de pinceau Kazan, Gîkaido, Zanrakudô, Sakuhi-Koji, Kintonkyo et Zuiankoji.

## Biographie
La vie tragique et l'œuvre de Kazan symbolisent les difficultés de l'époque de transition au cours de laquelle le Japon connait les derniers soubresauts d'une féodalité qui s'efforce d'endiguer les idées nouvelles. Il apparaît donc comme un esprit novateur, mais néanmoins fidèle au système féodal, comme un peintre novateur qui n'en reste pas moins classique, et incarne le passage difficile entre l'ancien régime et l'ère moderne, entre une tradition picturale déclinante et le renouveau venu de l'occident.
Fils d'un samouraï du clan Tawara de Mikawa (actuelle Préfecture d'Aichi), il reçoit une éducation soignée en dépit des embarras financiers de sa famille qui se voit contrainte de l'orienter vers la peinture. Kazan mène donc une double vie de peintre et d'homme d'épée, dévoué à son clan dont il administre les domaines en tant que chef de ses co-vassaux. Fréquentant des intellectuels progressistes (Rangaku-Sha), il forme un cercle où se discutent diverses possibilités de réformes, d'après des textes venus des Pays-Bas.
Mal compris, ce groupe pourtant non révolutionnaire s'attire la haine des conservateurs confucéens et, en 1839, Kazan et ses amis sont inculpés et incarcérés pour conspiration. Kazan échappe à la peine de mort grâce à des interventions haut placées et se voit assigné à résidence à Mikawa. Déchu de ses fonctions, il tombe dans un dénuement extrême et, bien que vivant de sa peinture, il est poursuivi par les diffamations et les malveillances de ses détracteurs. Craignant de susciter des ennuis à son suzerain, et par loyauté envers lui, il se donne la mort en 1841.
C'est dans l'atelier de Bunchō (1763-1840) que Kazan acquiert ses premières expériences picturales. Kazan a une touche plutôt réaliste, car l'influence européenne renforce sa volonté d'objectivité et de vérité. Ses portraits occupent une place de premier plan dans la peinture japonaise, atteignant un point d'équilibre entre le classicisme et le réalisme nouveau.
Au trait, à la couleur qui mettent en valeur le réalisme et l'effet décoratif, Kazan adjoint le volume grâce à un modelé particulièrement réussi. Ses recherches sont fécondes pour la peinture japonaise, car tout en accueillant les leçons de l'Occident, il reste au sein de la tradition en créant un réalisme original.